# Sông Red Rock
Sông Red Rock là một con sông gồ ghề dài khoảng 110 km ở phía tây nam Montana, Hoa Kỳ. Lưu vực của nó rộng hơn 4.010 km². Chi lưu xa nhất của nó là sông Hell Roaring, bắt nguồn từ Rừng quốc gia Beaverhead ở độ cao khoảng 2.800 m.
Dòng chảy thoát nước của sông chảy theo hướng tây bắc với cái tên "Red Rock Creek" sau đó đổi thành "Red Rock Lakes" ở trong một thung lũng rộng; sông Red Rock bắt đầu chảy từ phía tây hồ Hạ Red Rock theo hướng tây và được nhiều phụ lưu như sông Peet và sông Long nhập vào, tiếp tục chảy vào hồ chứa Lima và sau đó đi qua một hẻm núi. Từ đó, nó chảy theo hướng tây bắc xuyên qua một thung lũng, chảy qua Kidd và Red Rock, và cuối cùng là vào hồ chứa Clark Canyon.